# Triod

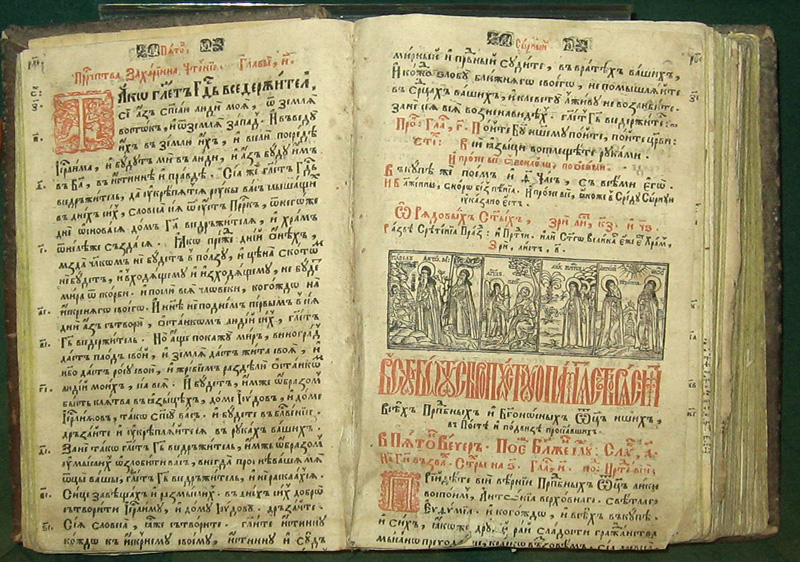
Půstní trioď kyjevského metropolity Petra Mohily

Triodion nebo Trioda či Trioď je liturgická kniha v církvích byzantského ritu, která obsahuje měnivé části bohoslužeb na období Velkého postu a na období padesátnice - 50 dní po Pasše.
Název je odvozený od toho, že většina kánonů v triodioně ma tři ódy (písně).
Půstní trioď obsahuje texty na období Velkého postu a květná trioď obsahuje texty na období po Pasše až po neděli všech svatých.